# San Diego Zoo
Koordinaten: 32° 44′ 8,5″ N, 117° 9′ 5,7″ W
Der San Diego Zoo im Balboa Park, San Diego, Kalifornien zeigt über 12.000 Tiere aus über 680 Arten und Unterarten auf einer Fläche von 40 Hektar. Im internationalen TripAdvisor-Ranking gehört der Zoo seit Anfang der 1990er Jahren zu den schönsten Zoos der Welt und ist mit ca. 4 Mio. Besuchern pro Jahr der meistbesuchte Zoo der USA. Er wird von der Zoological Society of San Diego privat und gemeinnützig betrieben.

## Charakteristika

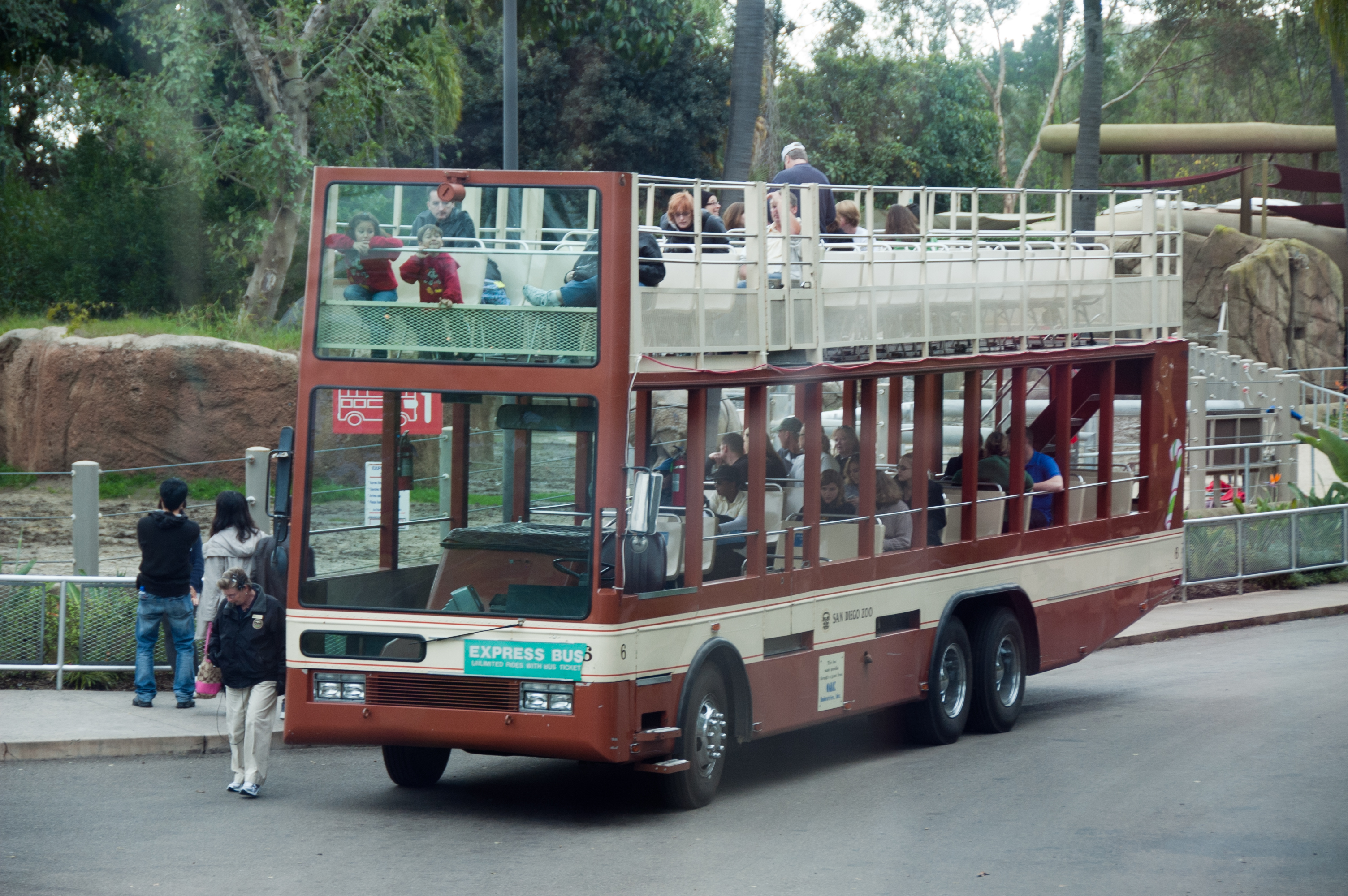
Bus im Zoo

Der San Diego Zoo war der erste Zoo weltweit, der völlig auf Gitter verzichtete und seine Tiere ausschließlich durch Gräben, Mauern und ähnliche bauliche Anlagen von den Besuchern trennte. Hinzu kommt eine starke Begrünung sowohl der Gehege als auch der Besucherflächen.
Der Zoo bietet Führungen mit Bussen an, mit denen man 75 % des Zoos besichtigen kann.
Des Weiteren gibt es eine Skyfari genannte Gondelbahn, die einen Überblick über das Gelände bietet und außerdem eine Möglichkeit darstellt, schnell von einem Ende des Zoos zum anderen zu kommen. Die meisten Tiere leben in einem Nachbau ihres natürlichen Habitats. In diesen Habitaten wachsen außerdem für dieses Habitat typische Pflanzen. Die Habitate reichen vom afrikanischen Regenwald über den borealen Nadelwald bis zur Tundra. Der San Diego Zoo hat auch eine der größten Volieren. Der San Diego Zoo betreibt den San Diego Zoo Safari Park, der den Tieren noch mehr Platz als der Zoo bietet.

## Geschichte
Der Zoo wurde am 2. Oktober 1916 gegründet. Der San Diego Zoo entstand aus einer exotischen Tierausstellung, die 1915 nach der Panama-Pacific International Exposition aufgegeben wurde. Harry M. Wegeforth gründete 1916 die Zoological Society of San Diego und war bis 1941 Präsident der Gesellschaft. Im August 1921 wurde Land im Balboa Park stillgelegt und auf Anraten des Stadtanwalts wurde vereinbart, dass alle Tiere der Stadt gehören und der Zoo sie verwalten würde. Zusätzlich zu den Tieren aus der Ausstellung erwarb der Zoo eine Menagerie aus dem nicht mehr existierenden Wonderland Amusement Park. Ellen Browning Scripps finanzierte einen Zaun um den Zoo, damit dieser beginnen konnte, eine Eintrittsgebühr zu erheben, um die Kosten auszugleichen.
Der Tiersammler Frank Buck erhielt am 13. Juni 1923 einen Dreijahresvertrag von Wegeforth als Direktor des San Diego Zoos, verließ den Zoo wegen Streitigkeiten aber bereits nach drei Monaten, um sich wieder dem Tiersammeln zu widmen.
Nach mehreren anderen ebenso kurzlebigen Zoodirektoren ernannte Wegeforth die Buchhalterin des Zoos, Belle Benchley, zur geschäftsführenden Sekretärin und damit praktisch als Zoodirektorin. Sie erhielt einige Jahre später  den eigentlichen Titel der Zoodirektorin und war von 1925 bis 1953 die meiste Zeit die einzige Zoodirektorin der Welt. Ihr Nachfolger als Direktor wurde Charles Schroeder.

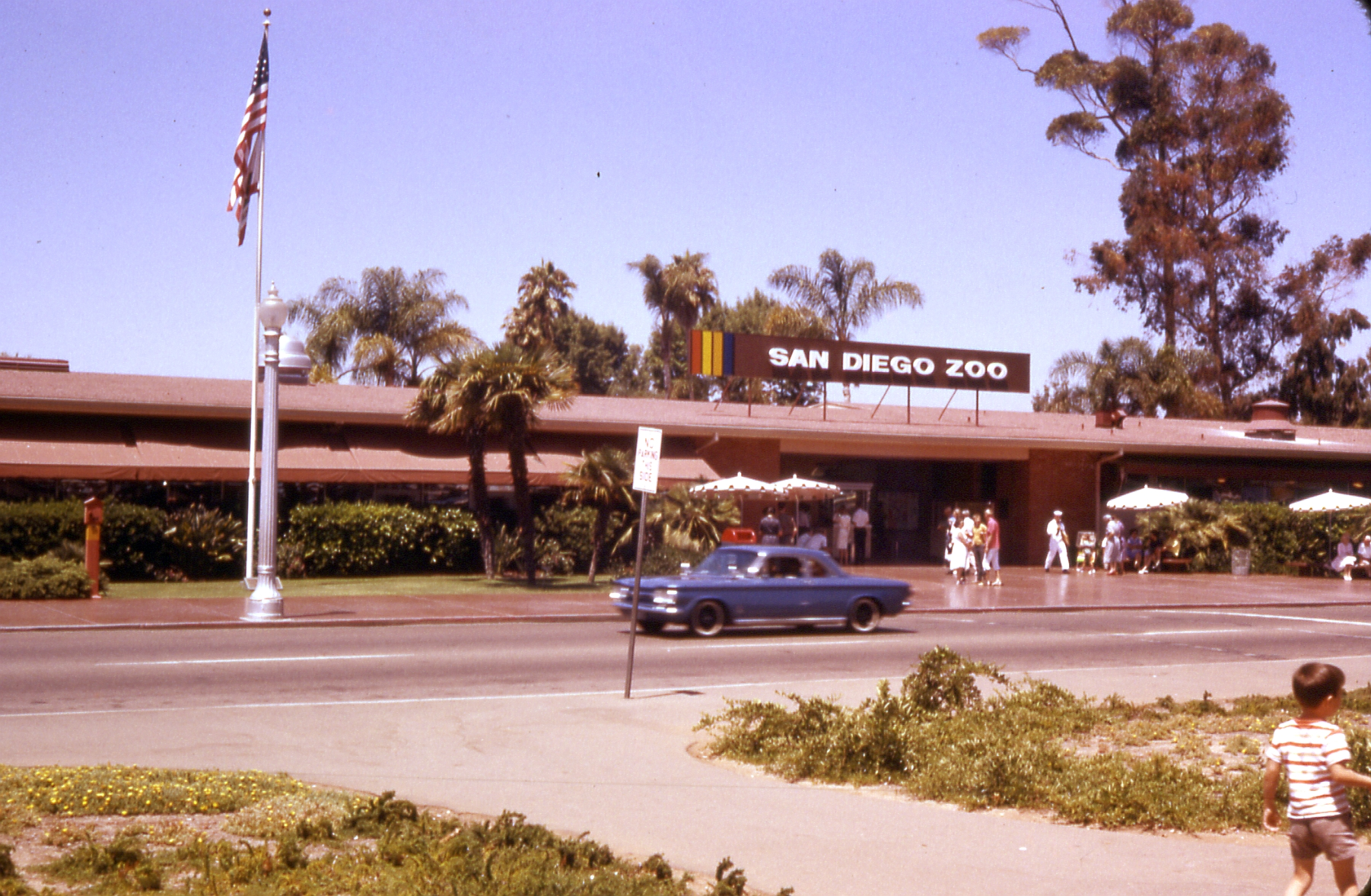
Eingang des Zoos, 1962
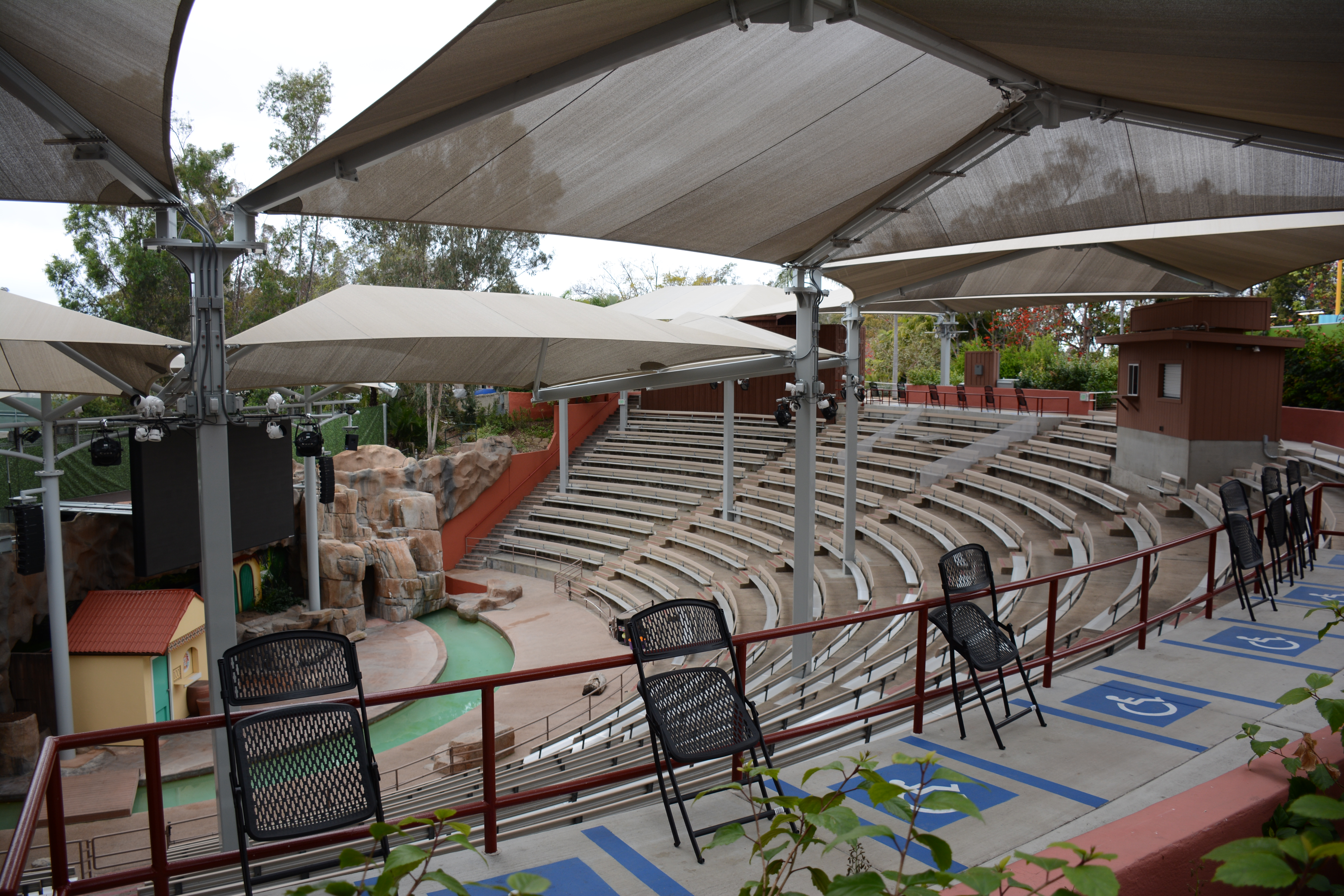
Das Freiluft-Amphitheater im Zoo San Diego
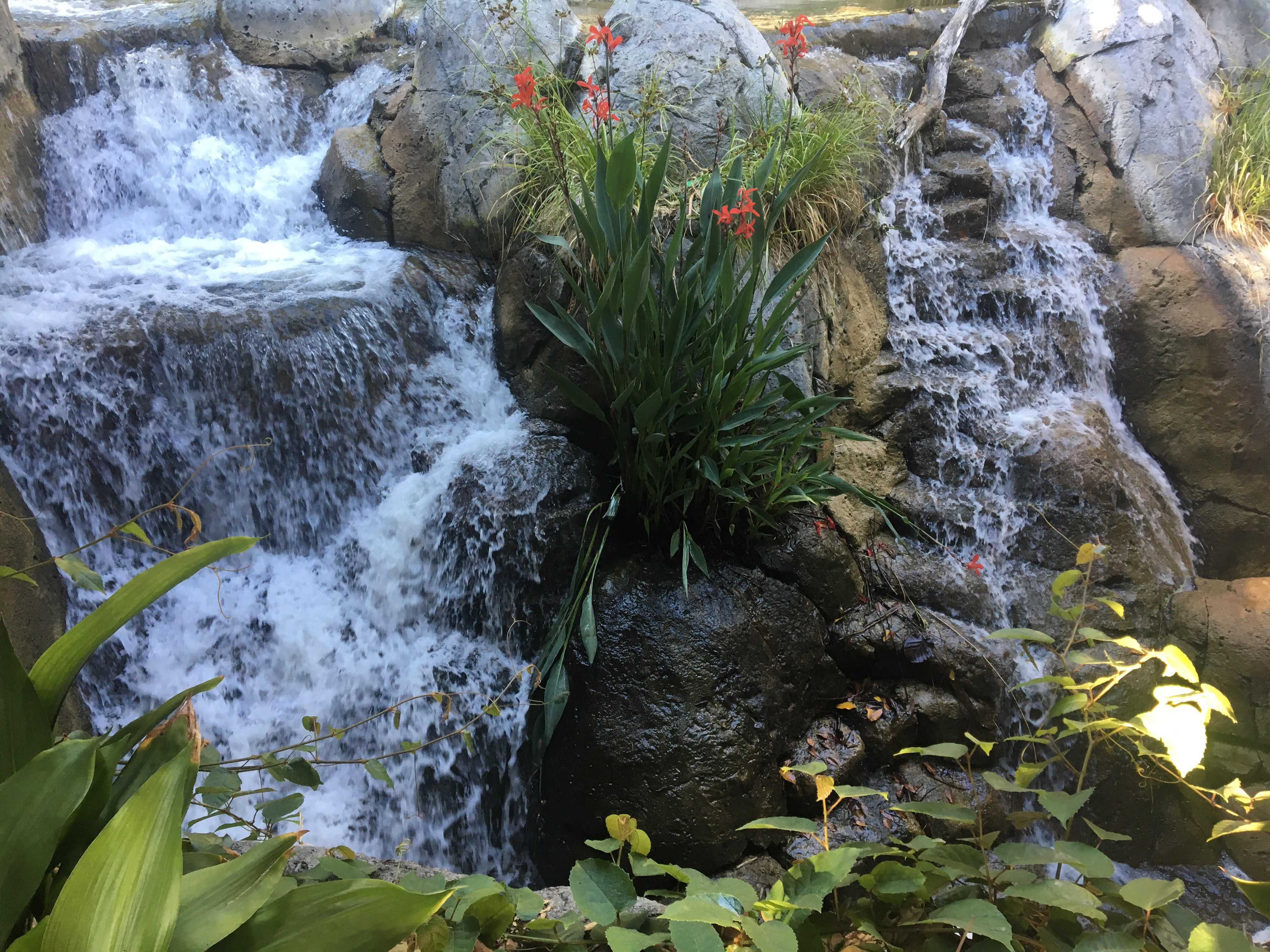
Ein Beispiel für eine der Tausenden von Pflanzen, die im Zoo von San Diego gepflegt werden.
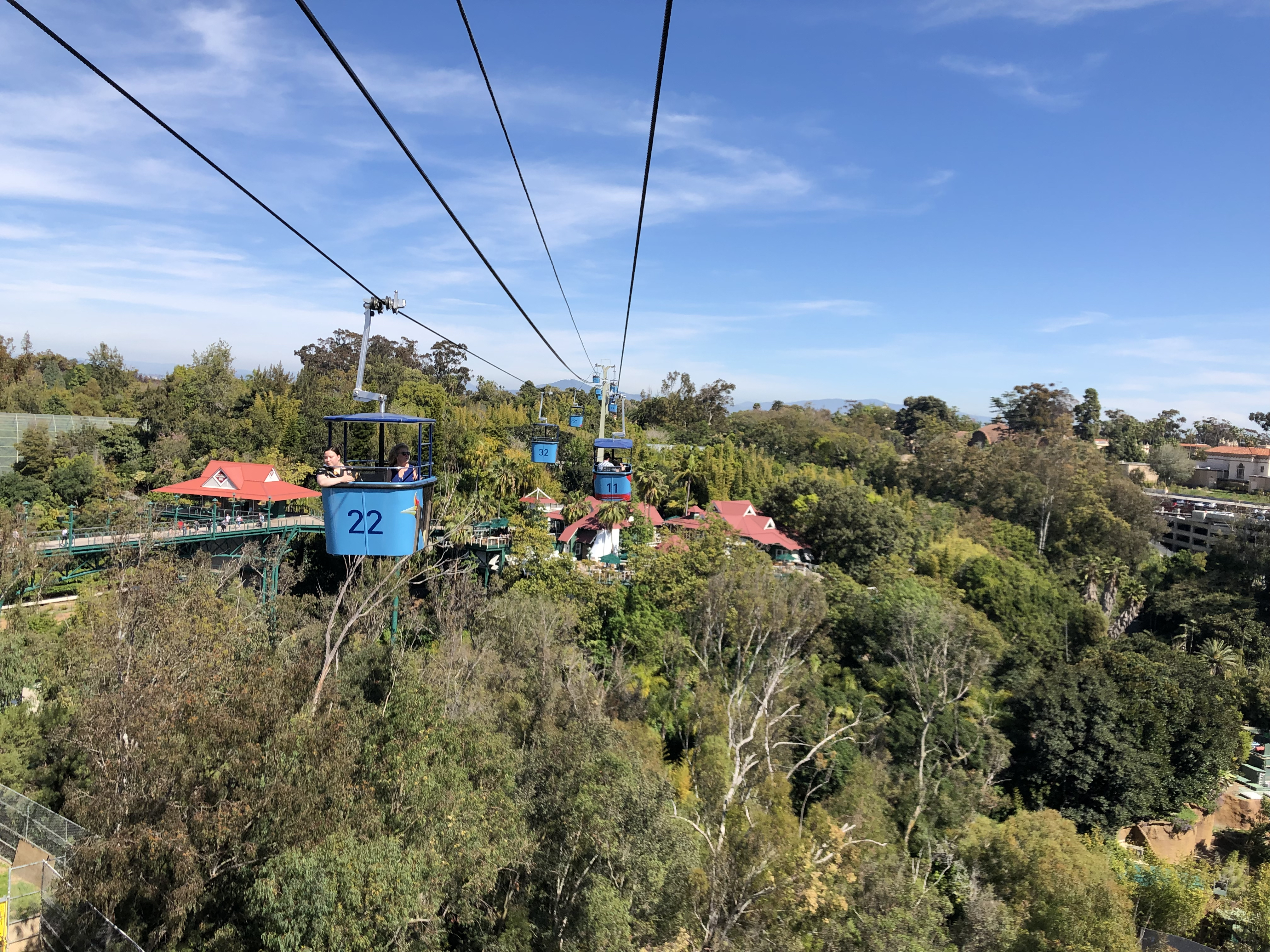
Die Skyfari Aerial Tram über den Zoo
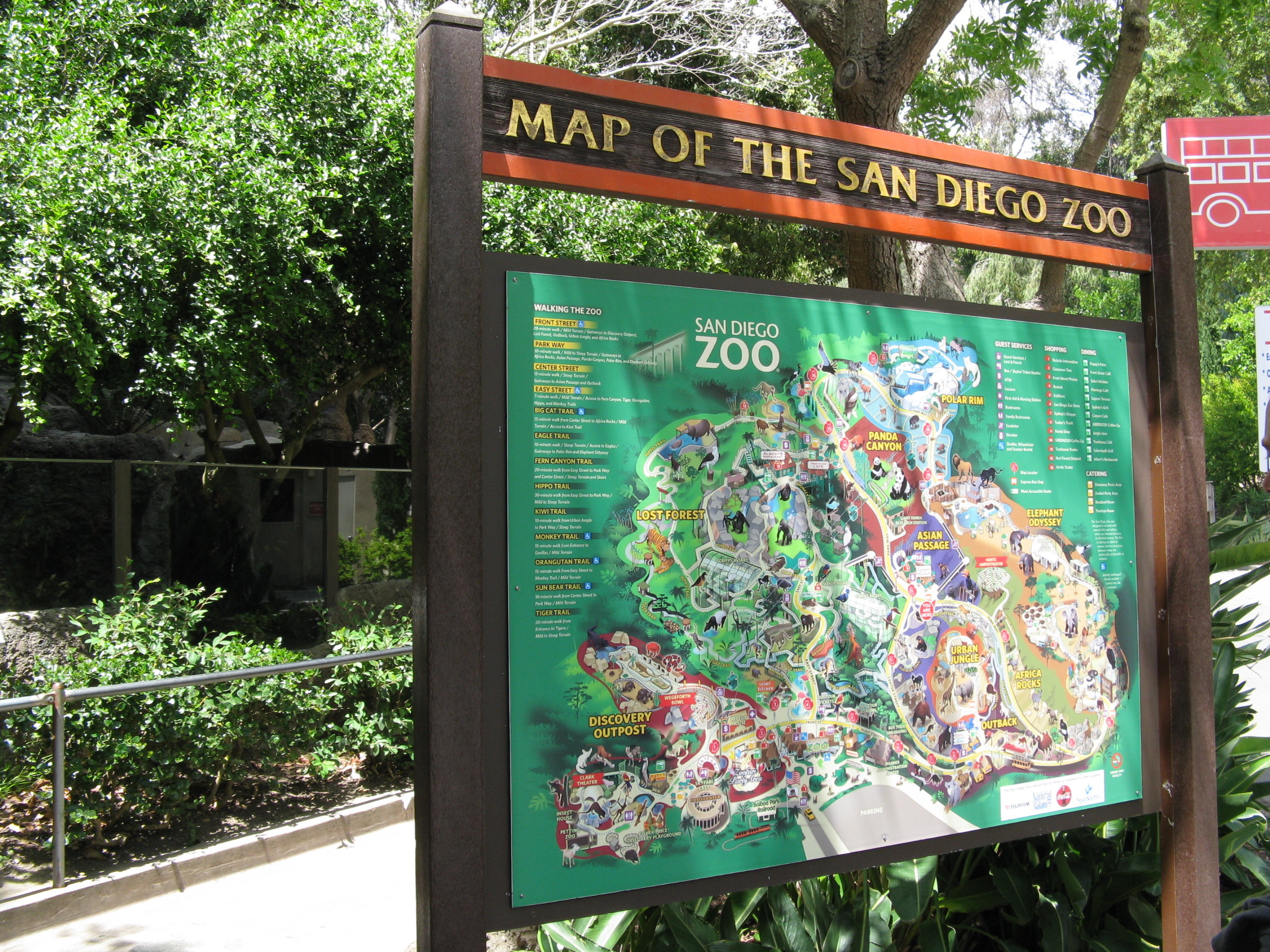
San Diego Zookarte
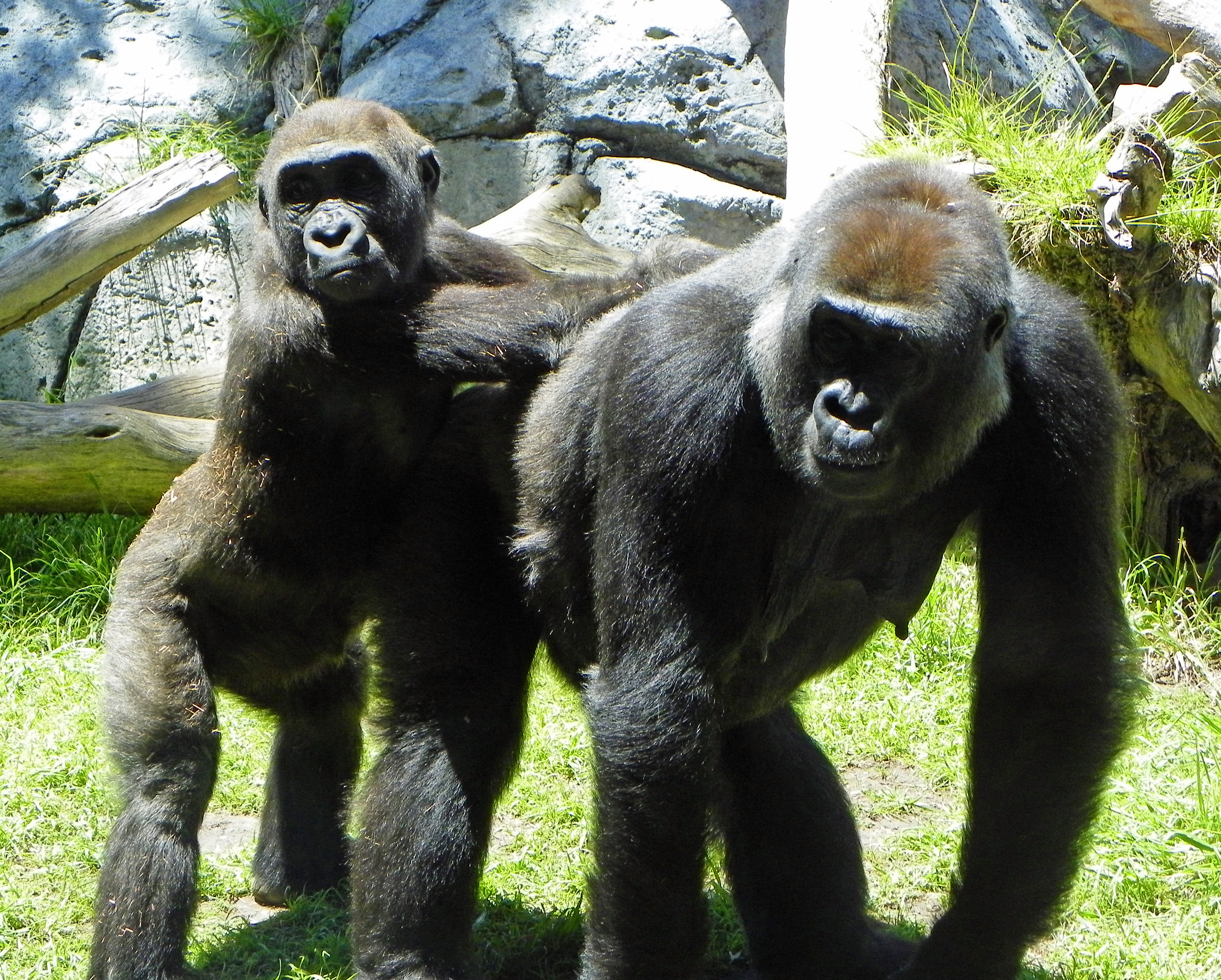
Zwei Gorillas im Zoo San Diego

## Trivia
Das Coverfoto des 1966 erschienenen Albums Pet Sounds von den Beach Boys entstand im Ziegengehege des Zoos.
2005 nahm Jawed Karim in diesem Zoo das erste YouTube-Video der Welt auf.
Im Februar 2021 wurden im Zoo die ersten Menschenaffen gegen COVID-19 geimpft.